# 용인심곡초등학교
용인심곡초등학교는 대한민국 경기도 용인시 수지구에 있는 공립 초등학교이다.

## 학교 동문
에이프릴 진솔